# Dodécaèdre de Bilinski

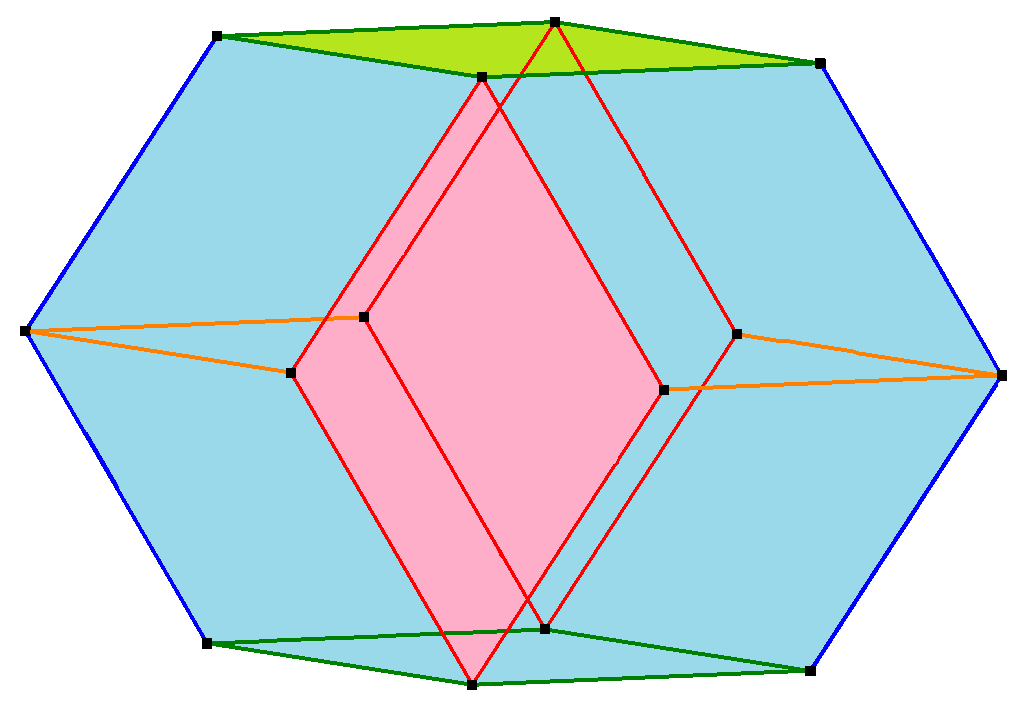
Dodécaèdre de Bilinski, avec un coloriage mettant en évidence les arêtes occupant des positions symétriques. Il admet trois plans de symétrie, orthogonaux. Son groupe de symétrie est D_{2h}, groupe d’ordre 8.

En géométrie, le dodécaèdre de Bilinski ou dodécaèdre rhombique de seconde espèce est un polyèdre convexe dont les faces sont douze losanges identiques. Il a la même topologie, mais une géométrie différente du dodécaèdre rhombique de première espèce, un autre dodécaèdre constitué de douze losanges identiques, qui a la propriété supplémentaire d’être isoédral : toutes ses faces sont identiques et dans une même orbite sous l’action du groupe de symétrie.

## Histoire

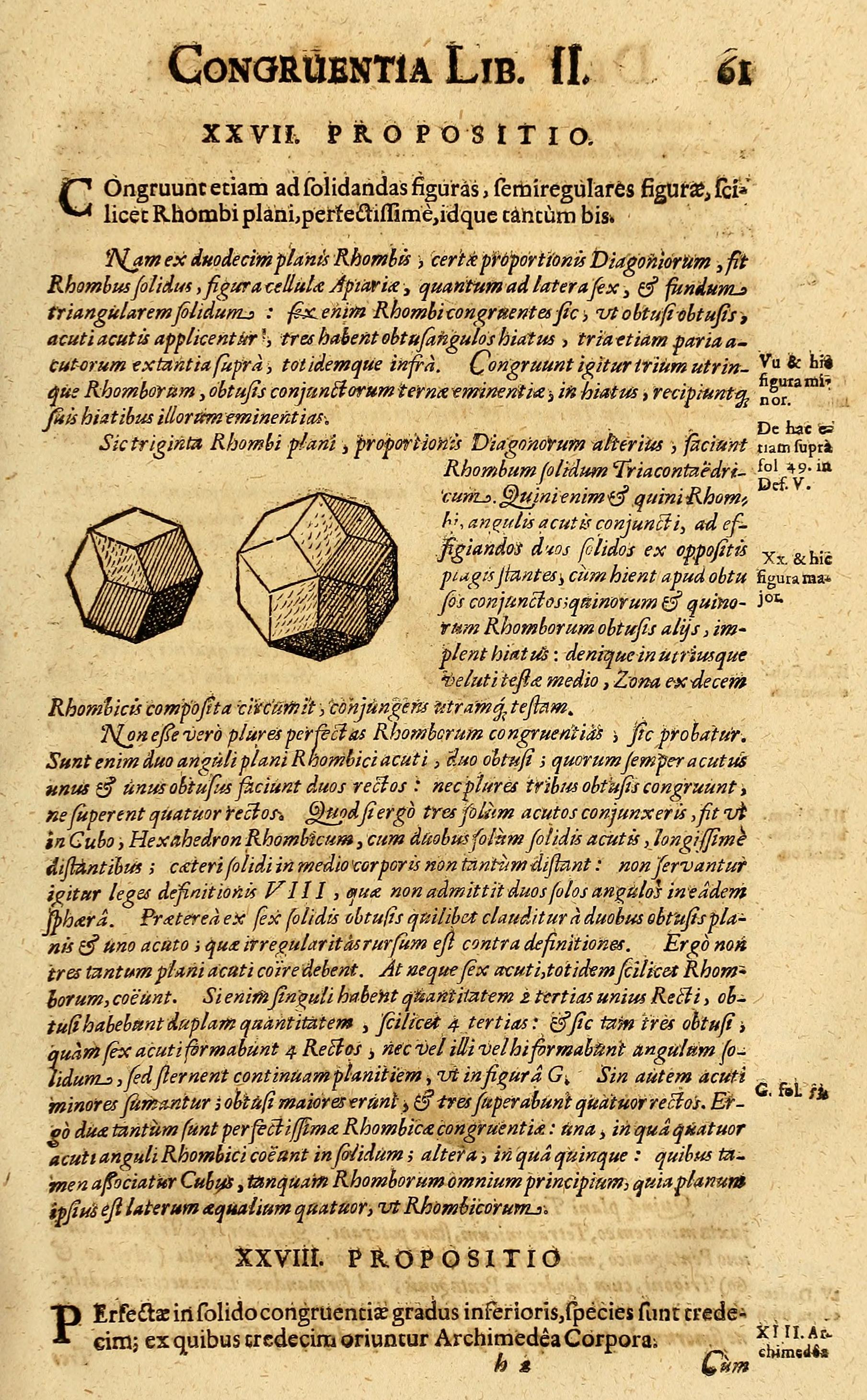
Présentation du dodécarhombe aux côtés de l'icosaèdre rhombique, in Harmonices Mundi.

En 1619, dans Harmonices Mundi, Kepler décrit deux solides obtenus à partir du triacontaèdre rhombique. Il utilise pour désigner celui à 12 faces en forme de losanges le nom dodecarhombus (dodeca-, douze, -rhombos, losange) et accompagne son propos d'une représentation (extrait ci-contre). 
Au XVIIIe siècle,  John Lodge Cowley (en) décrit le dodécaèdre de Bilinski ,. Il désigne ce solide par le même nom latin que Kepler. A cette même époque, la version francisée, dodécarhombe, fait référence explicitement au solide décrit par Kepler .
Dans les années 1960, le mathématicien Stanko Bilinski redécouvre le dodécaèdre rhombique décrit par Cowley [1] et l’appelle dodécaèdre rhombique de deuxième espèce [2]. Cette découverte vient corriger une omission de 75 ans dans la classification d’Evgraf Fedorov des polyèdres convexes à faces rhombiques identiques. C'est en référence à Bilinski que ce dodécaèdre porte aussi son nom.
Dans un article de 1962, H. S. M. Coxeter affirma, à tort, que le dodécaèdre de Bilinski pouvait être obtenu à partir du dodécaèdre rhombique de première espèce par une transformation affine. En 2010, Branko Grünbaum corrige cette erreur .

## Propriétés

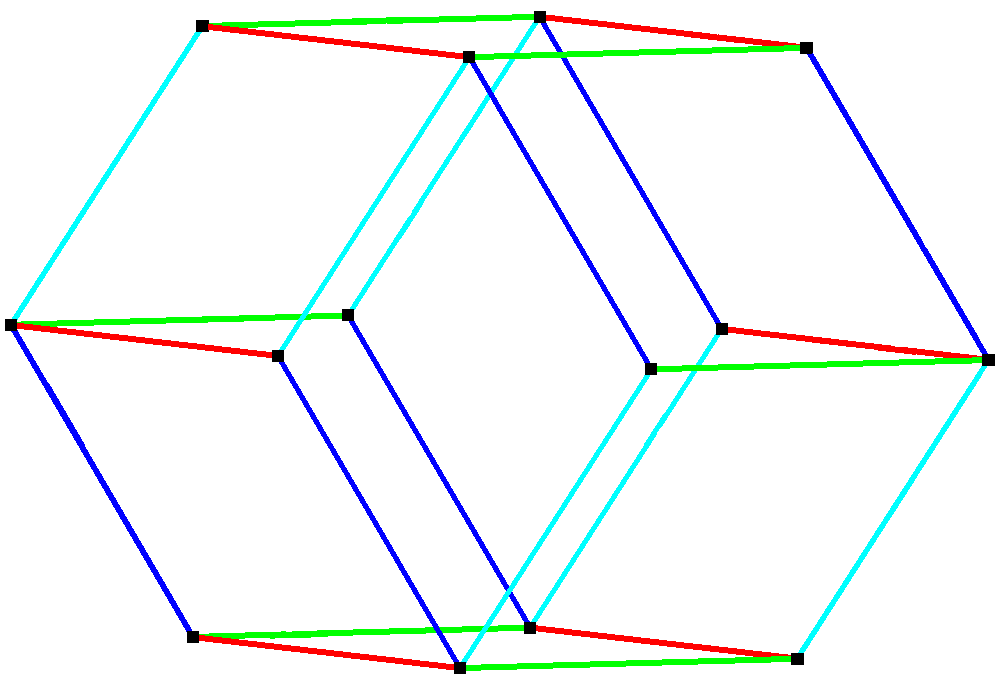
Le dodécaèdre de Bilinski étant un zonoèdre, on peut répartir ses 24 arêtes en 4 ensembles de 6 arêtes parallèles. Contracter en points les arêtes de l’un quelconque de ces quatre ensembles produit un rhomboèdre d'or.

Les faces du dodécaèdre de Bilinski sont des losanges d’or, autrement dit des losanges dont le rapport des longueurs des deux diagonales est le nombre d’or. Pour comparaison, celles du dodécaèdre rhombique de première espèce sont des losanges dont le ratio correspondant est la racine carrée de 2.
Ce solide est un zonoèdre, et un paralléloèdre, c’est-à-dire que, comme le dodécaèdre rhombique de première espèce, il peut paver l'espace tridimensionnel par translation.

## Liens avec le dodécaèdre rhombique de première espèce
Le dodécaèdre de Bilinski et le dodécaèdre rhombique de première espèce ont la même topologie : leurs sommets, arêtes et faces se correspondent un à un, avec les mêmes relations d’adjacence. Cependant, leur géométrie est différente. En effet, dans le dodécaèdre de Bilinski, la grande diagonale intérieure est parallèle aux petites diagonales de deux faces et aux grandes diagonales de deux autres faces (les faces horizontales et verticales sur la première figure), tandis que dans le dodécaèdre rhombique de première espèce, la diagonale intérieure correspondante est parallèle à quatre petites diagonales de face, or toute transformation affine du dodécaèdre rhombique de première espèce préserve le parallélisme entre cette diagonale intérieure et quatre diagonales de face de même longueur.
Une autre différence entre les deux dodécaèdres est que dans le dodécaèdre rhombique de première espèce, toutes les diagonales intérieures reliant des sommets opposés de degré 4 sont parallèles à des diagonales de face, tandis que dans le dodécaèdre de Bilinski, les plus courtes diagonales intérieures de cette sorte ne sont parallèles à aucune diagonale de face.

## Liens avec d’autres zonoèdres
On peut obtenir le dodécaèdre de Bilinski à partir du triacontaèdre rhombique (autre zonoèdre dont les faces sont trente losanges d’or identiques) en contractant deux « ceintures » de faces aux arêtes parallèles. Ne contracter qu’une seule de ces deux « ceintures » produit, à la place, l’icosaèdre rhombique. Contracter les trois produit le rhomboèdre d’or. Le dodécaèdre de Bilinski peut être disséqué en quatre rhomboèdres d’or, deux de chaque sorte.
Les sommets de ces zonoèdres peuvent être obtenus par combinaison linéaire de trois à six vecteurs. Un « nombre-ceinture » mn signifie que les arêtes du zoonèdre suivent n directions différentes, regroupant chacune m arêtes identiques parallèles entre elles. Par exemple, le dodécaèdre de Bilinski admet quatre ceintures de six arêtes parallèles entre elles.
| « Nombre-ceinture » | 106              | 85                 | 64                 | 43              |
| Faces               | Triacontaèdre 30 | Icosaèdre 20 (−10) | Dodécaèdre 12 (−8) | Hexaèdre 6 (−6) |
| Arêtes              | 60               | 40 (−20)           | 24 (−16)           | 12 (−12)        |
| Sommets             | 32               | 22 (−10)           | 14 (−8)            | 8 (−6)          |
| ------------------- | ---------------- | ------------------ | ------------------ | --------------- |
| Images              |                  |                    |                    |                 |
| Groupe de symétrie  | Ih Ordre 120     | D5d Ordre 20       | D2h Ordre 8        | D3d Ordre 12    |